# Удри, Жак Шарль
Жак Шарль Удри (фр. Jacques-Charles Oudry; 1720[…], Париж — сентябрь 1778, Лозанна) — французский художник-анималист.

## Биография
Родился в 1720 году в Париже. Сын и единственный ученик художника Жан-Батиста Удри (1686—1755). Как и отец, прославился, в первую очередь, своими анималистическими работами, в том числе, охотничьими сценами, а также натюрмортами-«обманками» с битой дичью, два из которых сегодня хранятся в собрании Национального музея в Варшаве.
Член Королевской академии живописи и скульптуры с 1748 года. Неоднократно выставлял свои работы на ежегодном Парижском салоне в период с 1748 по 1761 год.
В дальнейшем уехал из Парижа в Брюссель, где ему оказывал покровительство принц Карл Александр Лотарингский — штатгальтер Австрийских Нидерландов (ныне — Бельгия). Из Брюсселя выехал в Лозанну, где скончался в 1778 году. 
Работы Жана Шарля Удри хранятся в коллекциях ряда французских и европейских музеев, а также в частных собраниях. 

## Галерея

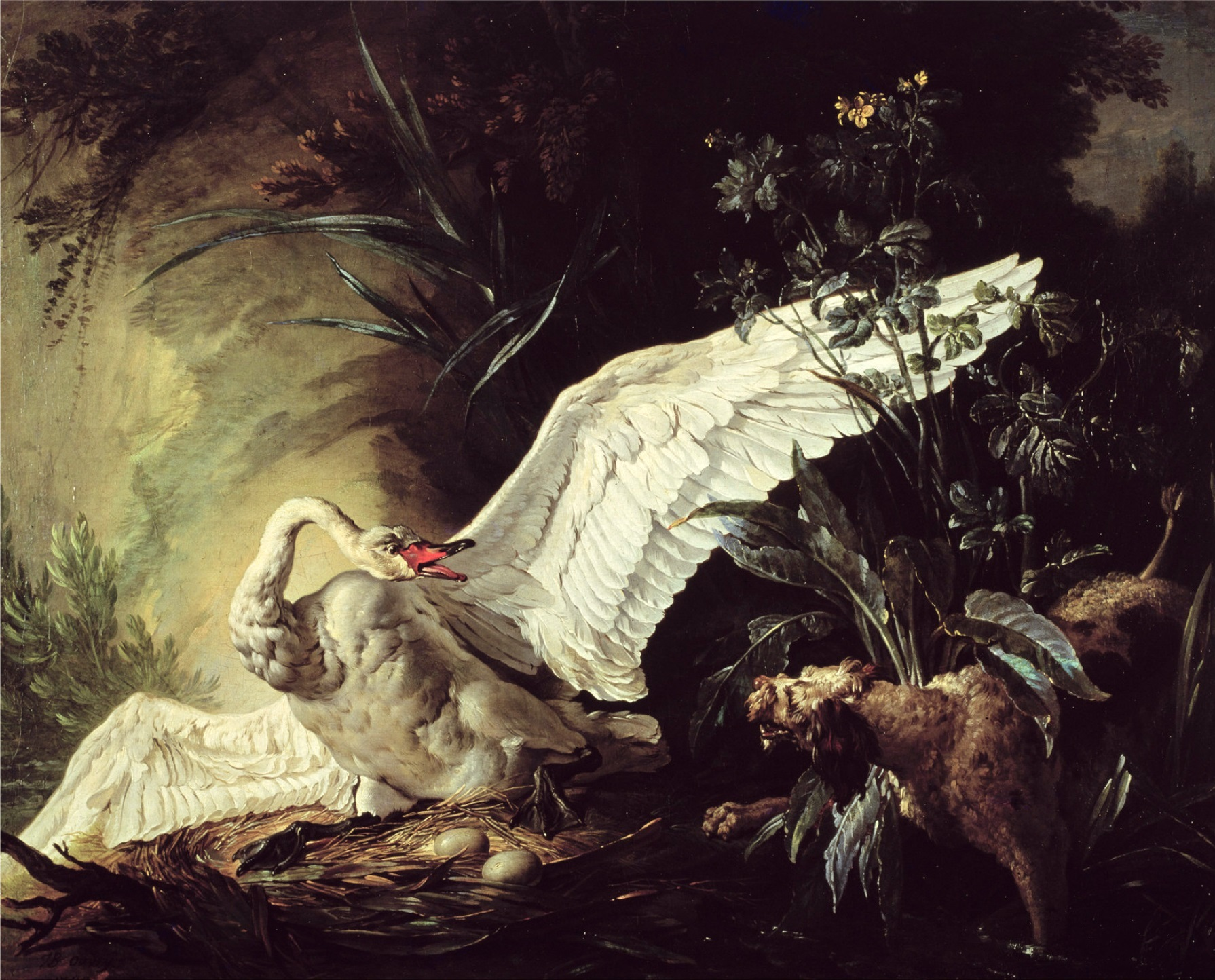
Собака породы барбет и лебедь, 1740, штаб-квартира посольства Швеции во Франции
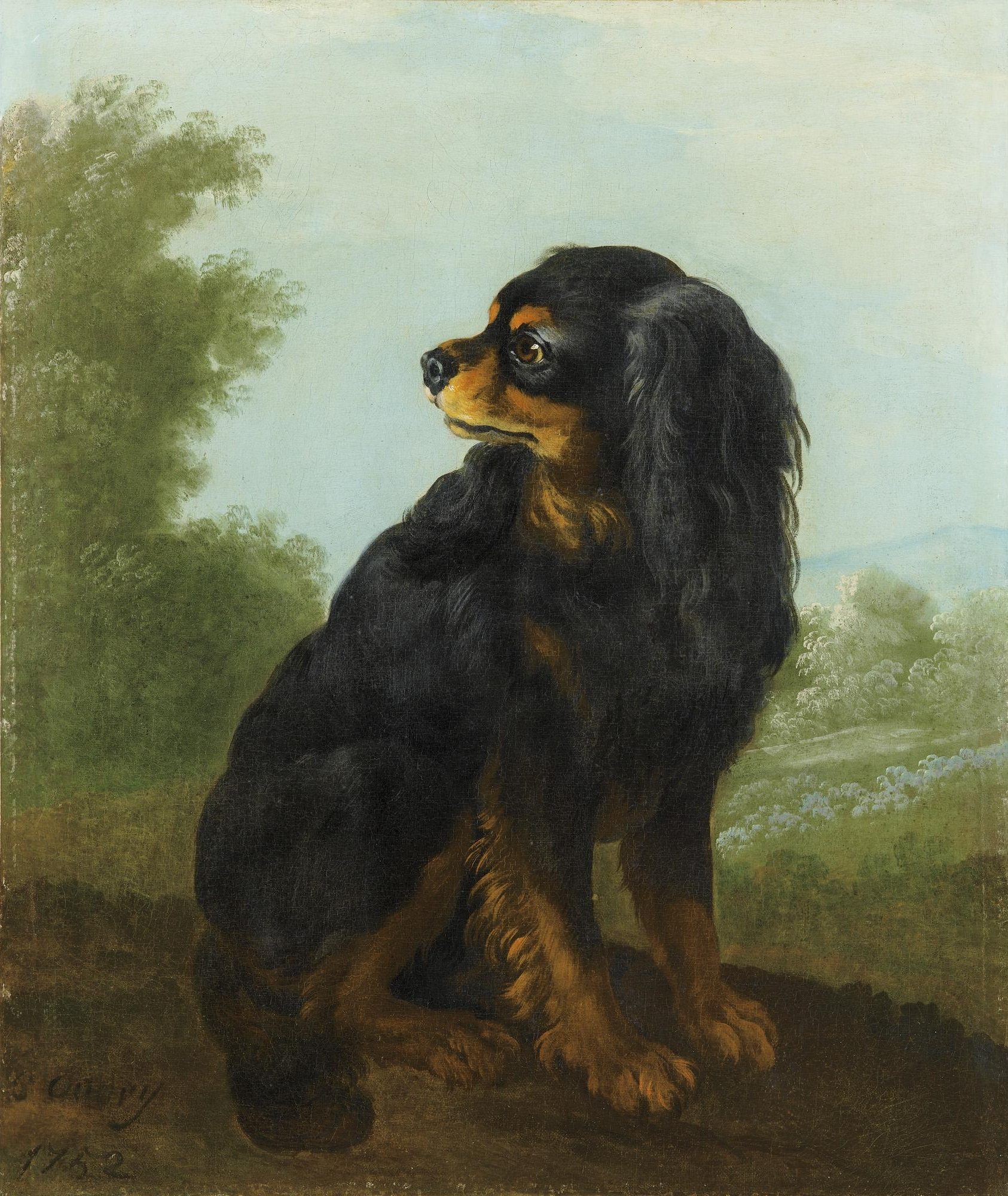
Кинг-чарльз-спаниель, 1752, частное собрание
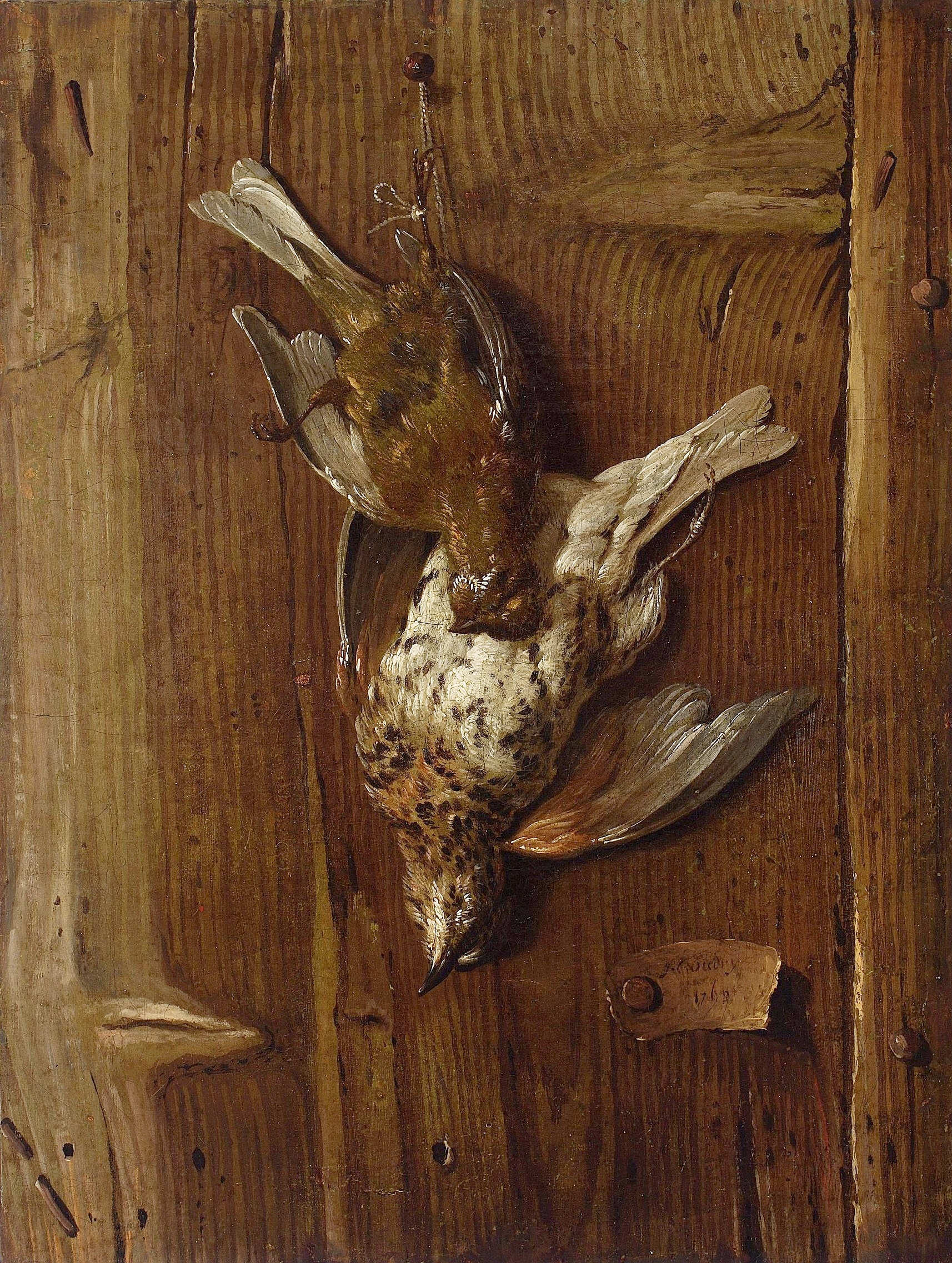
Натюрморт-«обманка» с битой дичью, 1768, Национальный музей (Варшава)
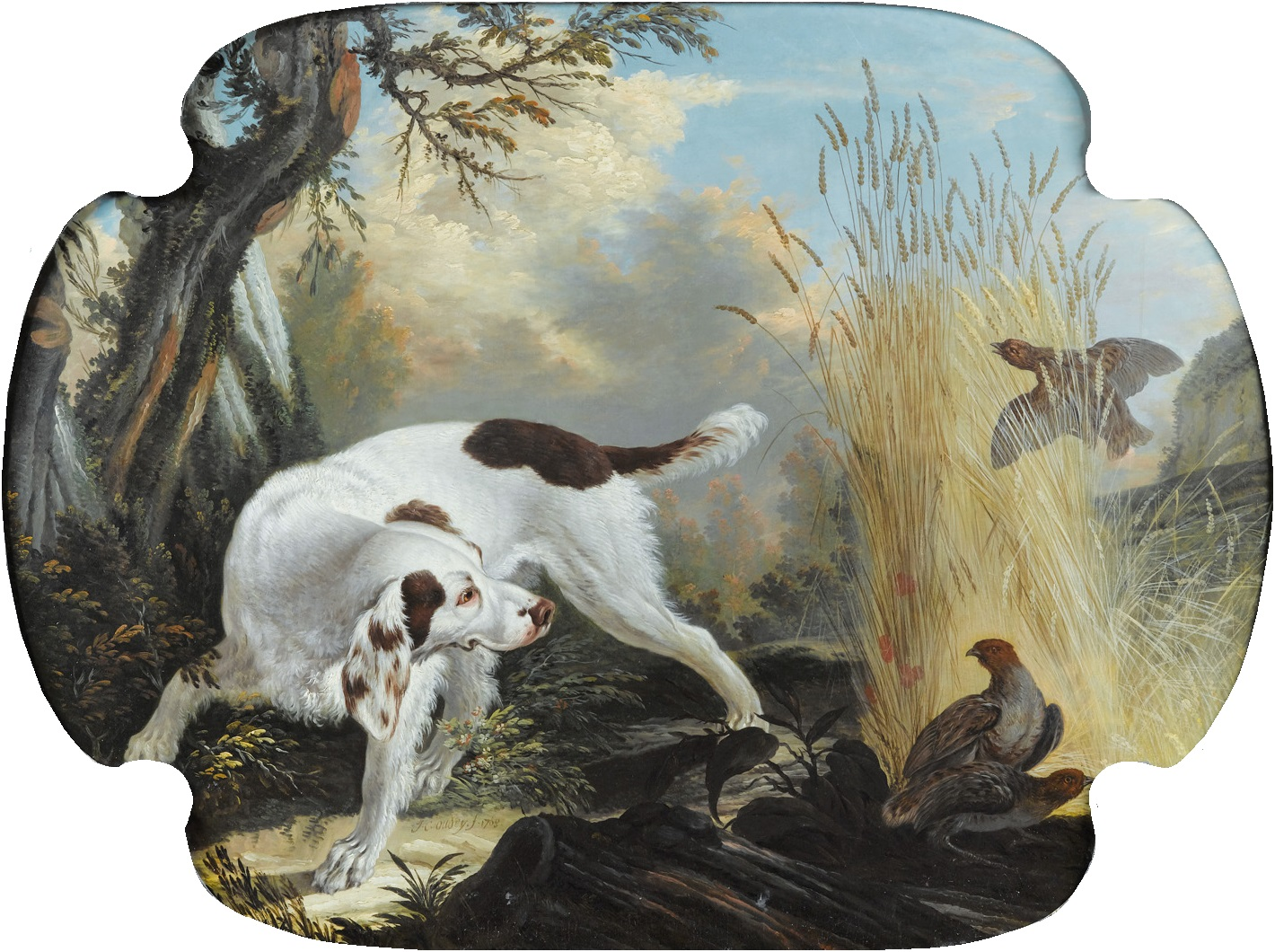
Спаниэль на охоте, 1768, частное собрание
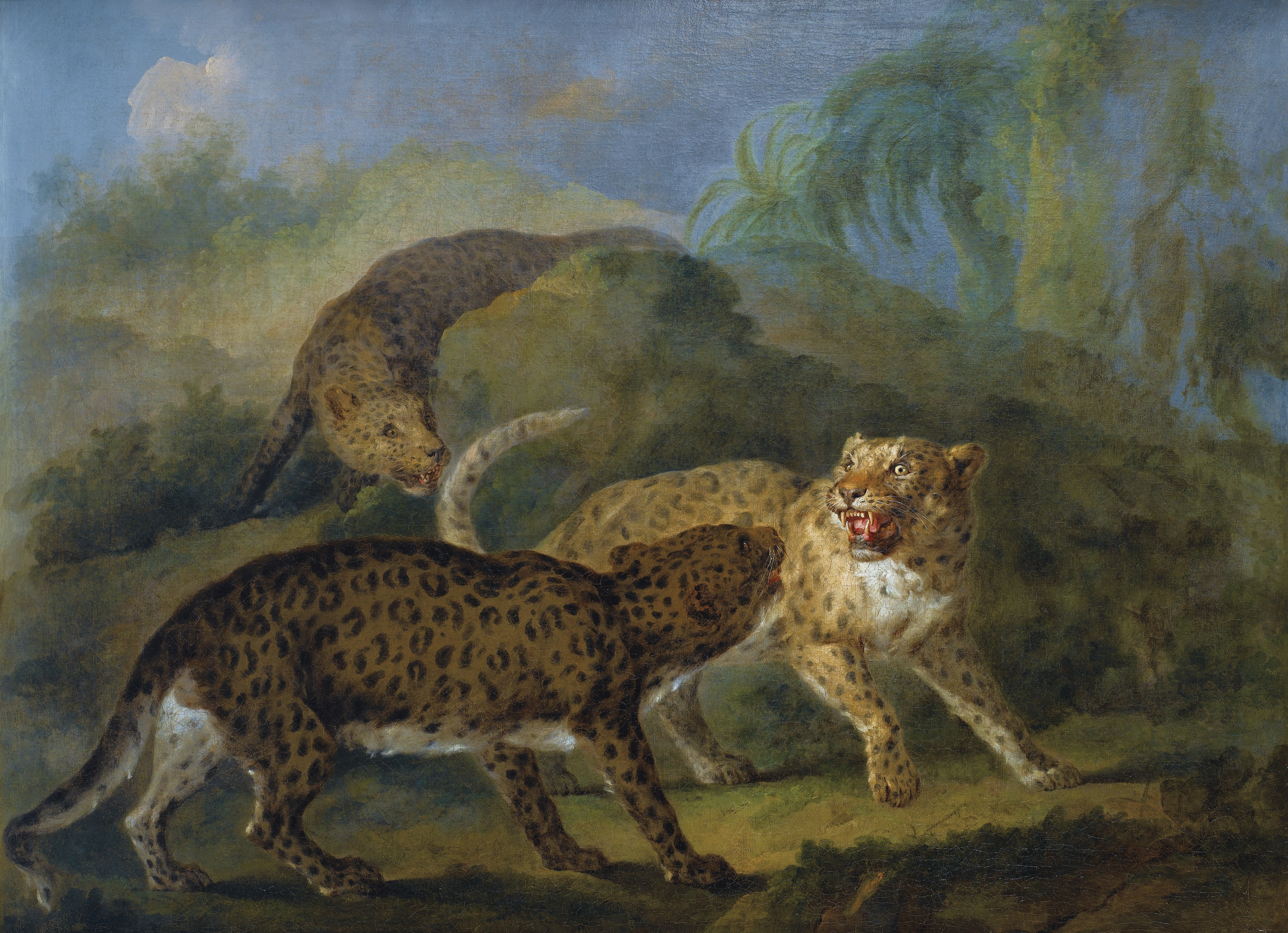
Три леопарда, частное собрание
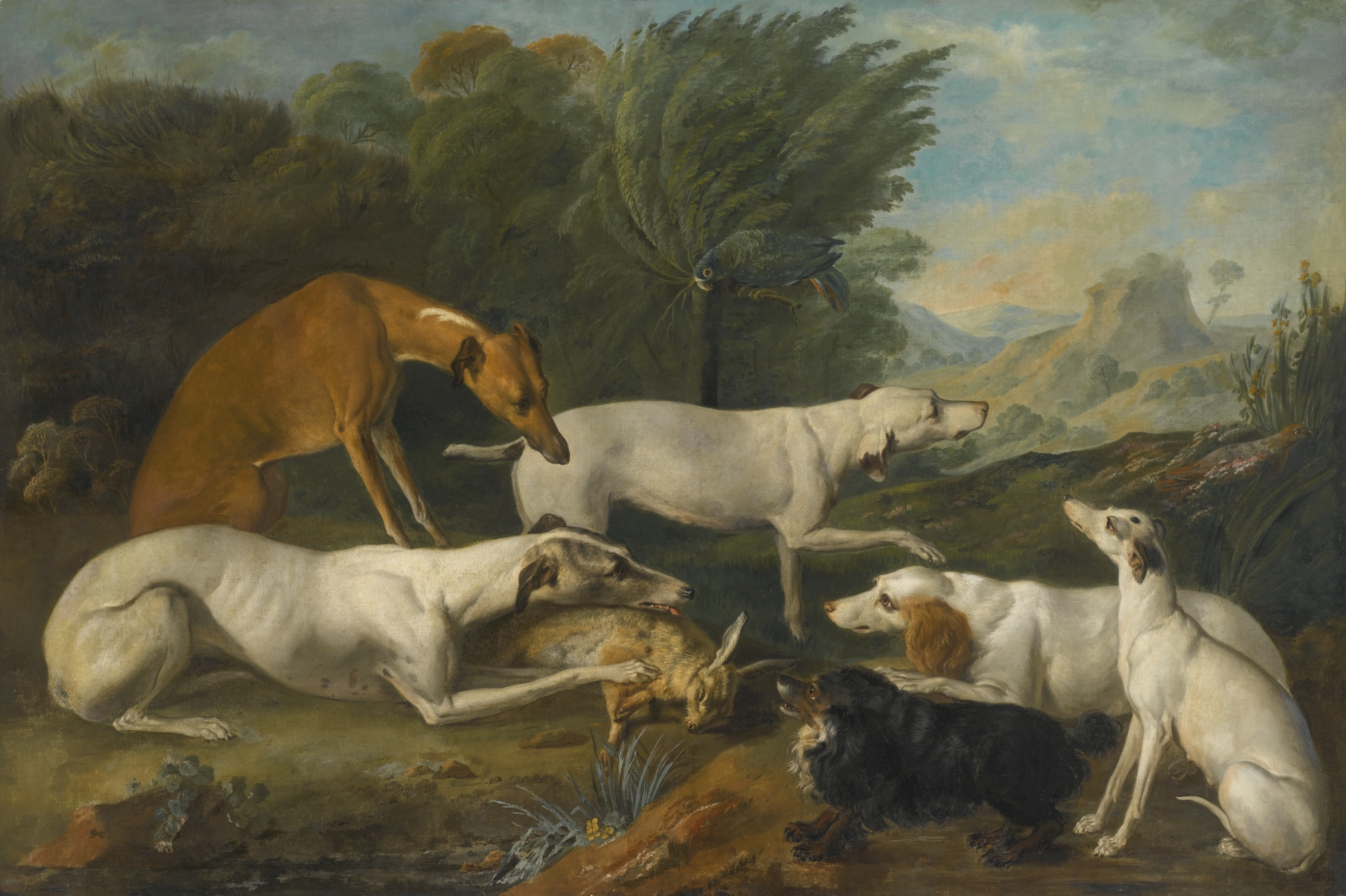
Охотничьи собаки разных пород с добытой ими дичью, и попугай, частное собрание
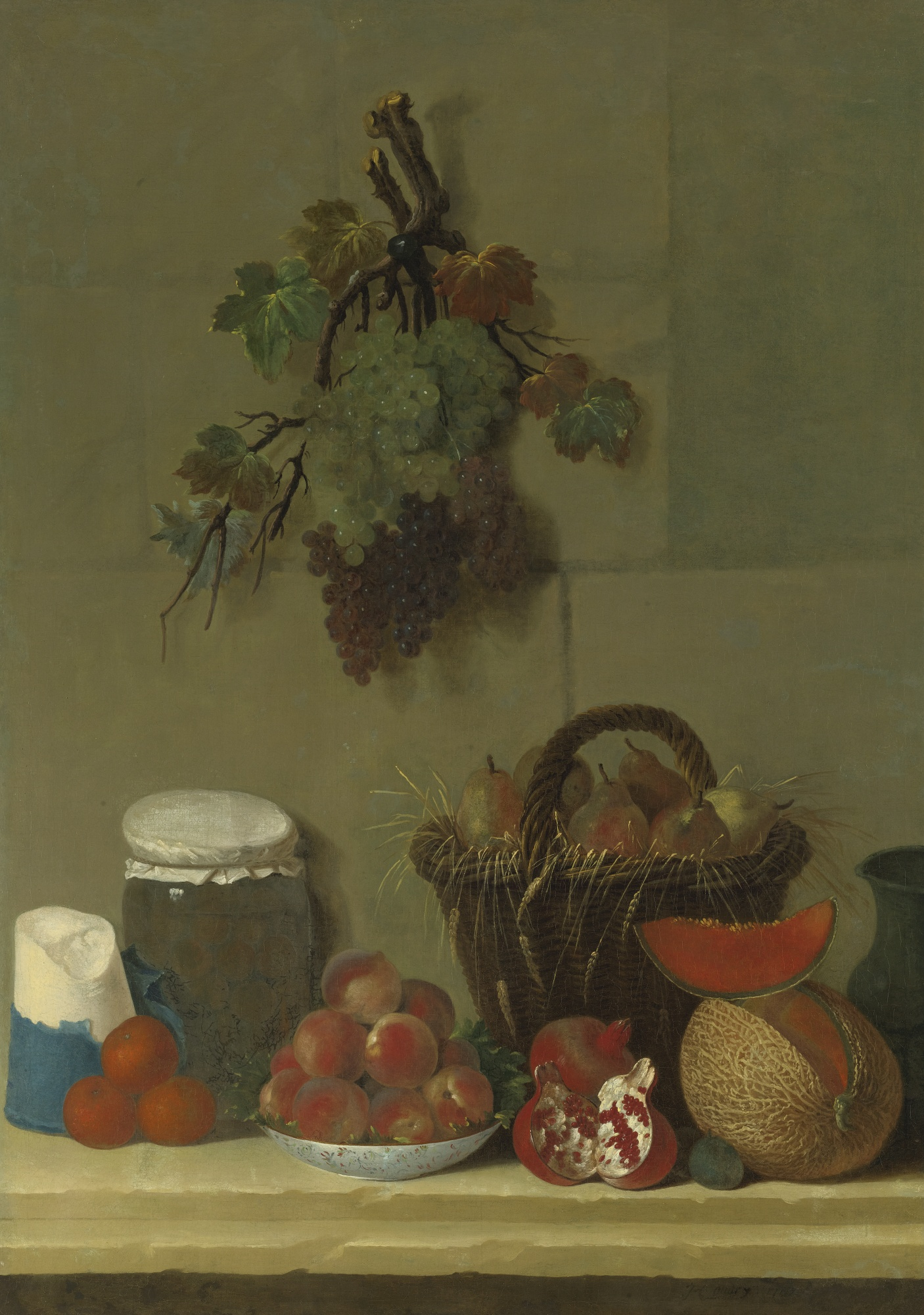
Натюрморт с фруктами и сыром, частное собрание
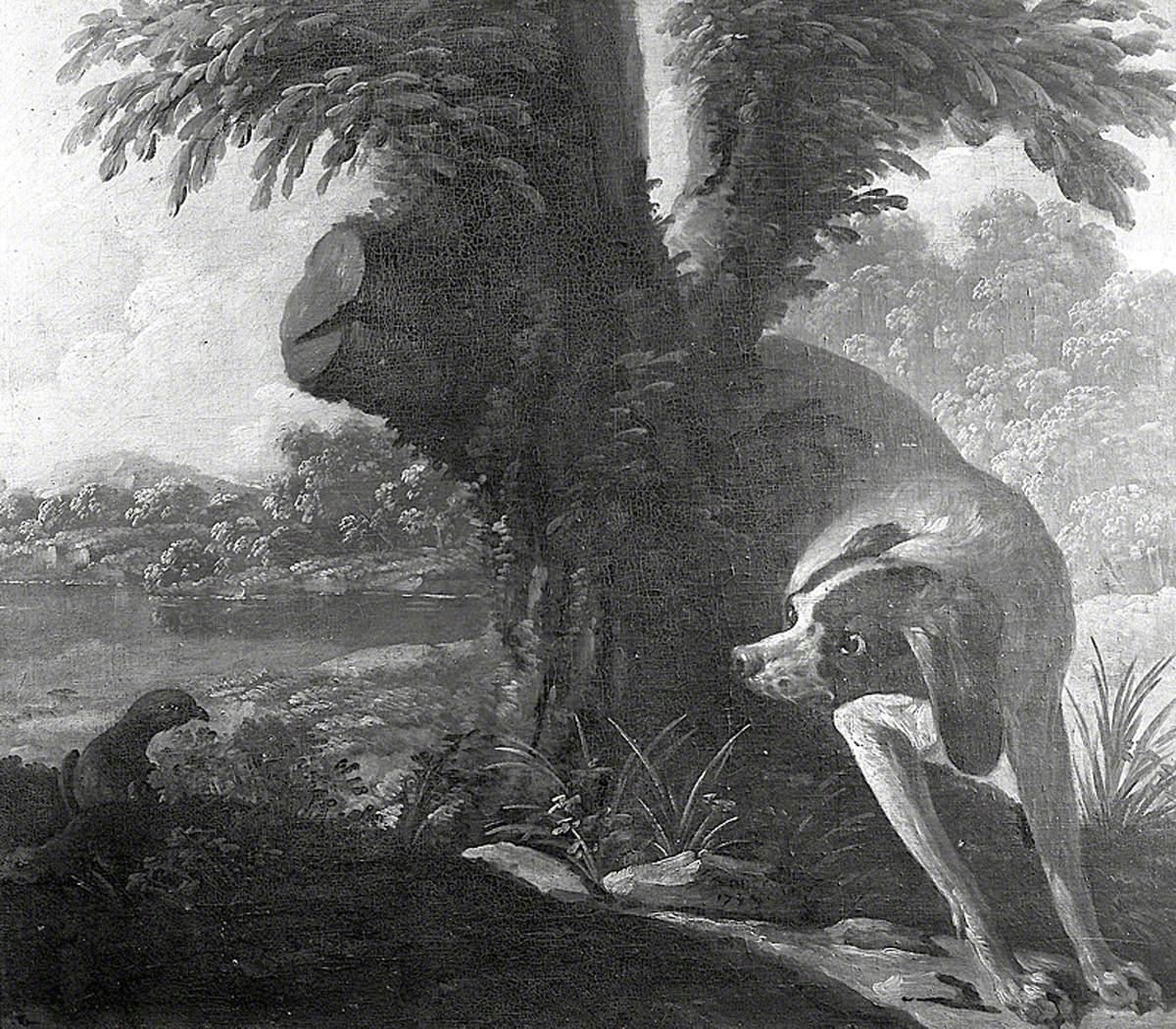
Собака и куропатка (чёрно-белая репродукция), 1753, Музей Боуз, графство Дарем, Англия, Великобритания